# Sulawesistruikzanger
De sulawesistruikzanger (Locustella castanea, synoniem: Bradypterus castaneus) is een zangvogel uit de familie Locustellidae.

## Verspreiding en leefgebied
Deze soort komt voor op Sulawesi en telt twee ondersoorten:
- L. c. castanea (Büttikofer, 1893) - gebergte van Sulawesi behalve het zuidwesten
- L. c. everetti (Hartert, 1896) - gebergte in het zuidwesten van Sulawesi

## Status
De grootte van de populatie is niet gekwantificeerd maar de soort wordt omschreven als schaars tot algemeen. Op de Rode lijst van de IUCN heeft deze soort de status niet bedreigd.